# Julius Vogel
Julius Vogel (ur. 24 lutego 1835 w Londynie, zm. 12 marca 1899 tamże) – nowozelandzki polityk, dwukrotny premier Nowej Zelandii. Był jedynym praktykującym żydem, który kiedykolwiek zajmował to stanowisko.
Pochodził z żydowskiej rodziny osiadłej w Londynie, ukończył chemię i metalurgię na tamtejszej Royal Academy of Mines (Królewskiej Akademii Górniczej). Mając 18 lat wyjechał do Australii, skąd po dziewięciu latach przeniósł się do Otago w Nowej Zelandii. Zarabiał tam na życie jako szef miejscowej gazety. Bardzo szybko trafił do legislatury prowincji, a w 1886 stanął na czele tamtejszej administracji lokalnej. Jednocześnie od 1863 zasiadał w parlamencie całej kolonii.
Od 1869 był członkiem gabinetu Williama Foksa, gdzie kierował resortami finansów, ceł, łączności i poczty. Przygotował wówczas ambitny projekt szeregu działań mających służyć rozwoju gospodarczemu kolonii. Zyskał dzięki temu pozycję na tyle silną, że stał się poważnym rywalem politycznym premiera. Był to jeden z czynników decydujących o słabości trzeciego gabinetu Foksa.
Kiedy jednak szef rządu podał się do dymisji, Vogel odmówił sformowania gabinetu i wskazał do tego George’a Waterhouse’a. Harmonijna współpraca obu polityków nie trwała jednak długo i w 1873 Vogel sam stanął wreszcie na czele rządu. Bardzo dużą część swojego czasu spędzał za granicą – do tego stopnia, iż na pewien czas jego miejsce jako oficjalnego szefa gabinetu zajął zastępujący go Daniel Pollen. Po powrocie Vogela, Pollen szybko oddał mu władzę, ale niezadowolenie z ciągłej nieobecności premiera było coraz większe. 1 września 1876 definitywnie rozstał się z urzędem, na pocieszenie otrzymując stanowisko agenta generalnego (quasi-ambasadora) Nowej Zelandii w Londynie. W 1881 powrócił do kraju i do 1887 pełnił różne funkcje publiczne. Następnie już na stałe wyjechał do Anglii, gdzie zmarł w 1899 roku.
Od 1875 używał tytułu Sir, do którego uzyskał prawo jako kawaler Orderu św. Michała i św. Jerzego klasy Rycerz Komandor.